# Sarcophaga belgiana
Sarcophaga belgiana är en tvåvingeart som först beskrevs av Andy Z. Lehrer 1976.  Sarcophaga belgiana ingår i släktet Sarcophaga och familjen köttflugor.
Artens utbredningsområde är Frankrike. Inga underarter finns listade i Catalogue of Life.